# Aminopenicilin
Amínopenicilíni so skupina polsintetičnih penicilinov z aminoskupino v molekuli. So strukturni analogi ampicilina, 2-amino derivata benzilpenicilina. Sicer pa v svoji molekulski strukturi vsebujejo kot drugi penicilini betalaktamski obroč, ki naj bi bil ključnega pomena za protibakterijsko delovanje.
Aminoskupina je pozitivno nabita in olajša prehod molekule učinkovine skozi porine, transmembranske beljakovine v celičnih stenah nekaterih bakterij. Spekter delovanja pri aminopenicilinih je širši kot pri klasičnih penicilinih, vendar pa olajšano prehajanje aminopenicilinov skozi bakterijske stene ne doprinese k odpornosti proti bakterijskim betalaktamazam, ki lahko aminopenicilinske učinkovine hidrolizirajo in tako deaktivirajo. Zato jih v nekaterih primerih kombinirajo z zaviralci betalaktamaze. Aminopenicilini so učinkoviti proti večini grampozitivnih bakterij in proti gramnegativnim bakterijam, kot sta Escherichia coli in Haemophilus influenzae. Med drugim se uporabljajo za zdravljenje bakterijskih okužb spodnjih in zgornjih dihal, endokarditisa, okužb sečil in okužb kože.
Predstavniki aminopenicilinov so:
- ampicilin
- amoksicilin
- bakampicilin
- pivampicilin